# Liste der Bischöfe von Mirepoix
Die folgenden Personen waren Bischöfe von Mirepoix (Frankreich):
- Raymond Atton d’Auterive 1318–1325
- Jacques Fournier 1326–1327
- Pierre de Piret 1327–1348
- Jean I. de Cojordan 1348–1361
- Arnaud de Villars 1361–1363 oder 1362–1362
- Pierre-Raymond de Barrière 1363–1368 oder 1377
- Jean II. 1368 bis ca. 1375
- Jean de Proins 1376–1377
- Guillaume de Provines 9. Juli bis 29. September 1377
- Arnaud de La Trémoille 1377 oder ca. 1380–1394
- Bertrand de Maumont 1394–1405
- Guillaume du Puy 1405–1431 oder 1433
- Pierre de Foix 1432–1433
- Guillaume d’Estouteville 1431–1433 oder 1440–1441
- Jourdain d’Aure 1433–1441 oder 1440 (Haus Aure)
- Eustache de Lévis-Léran 1441–1462 oder 1463 (Haus Lévis)
- Louis d’Albret 1462–1463 (Kardinal)
- Jean de Lévis-Léran 1463–1467 (Haus Lévis)
- Scipion Damián 1467–1469
- Élie Rivals 1470–1478
- Gabriel du Mas 1478–1486
- Jean d’Espinay 1486–1493
- Vakanz 1493–1497
- Philippe de Lévis-Léran 1497–1537 (Haus Lévis)
- David Beaton de Balfour 1537–1546 (Kardinal)
- Claude de La Guiche 1546–1553 (Haus La Guiche)
- Innocenzo Ciocchi del Monte 1553–1555 (Kardinal)
- Jean Reuman Suavius 1555–1560 (Kardinal)
- Pierre de Villars I. 1561–1576
- Pierre de Villars II. 1576–1587
- Pierre Bonsom de Donnaud 1587–1630
- Louis de Nogaret d’Espernon 1630–1655
- Louis-Hercule de Lévis de Ventadour 1655–1679 (Haus Lévis)
- Pierre de La Broue 1679–1720
- François-Honoré Casaubon de Maniban 1721–1729 (danach Erzbischof von Bordeaux)
- Jean-François Boyer 1730–1736
- Quiqueran de Beaujeu 1736–1737
- Jean-Baptiste de Champflour 1737–1768
- François Tristán de Chambón 1768–1790